# 天城神社
天城神社（あまぎじんじゃ）は、静岡県伊豆市湯ヶ島にある神社。

## 概要
創建は不詳だが、『増訂豆州志稿』に「応永2年（1395年）重修ノコトアリ」と記されており、この頃には既に神社が創建されてしばらく経っていたことが推定される。
天城湯ヶ島で幼少期を過ごした井上靖の自伝的小説『しろばんば』に、子どもたちの遊び場として天城神社が登場する。

## 祭神
- 八幡神（誉田別命・応神天皇）

## 境内
- 明和の絵馬 - 1765年（明和2年）奉納と記されている[2]。
- 狛犬 - 大きな頭、引き裂かれたような大きな口、素朴な造形といった特徴を持った変わった狛犬[2]。絵馬と同じく1765年（明和2年）奉納と台座に記されている[2]。似たような風貌の狛犬が、伊豆市修善寺の横瀬八幡神社にもあるが、関連は不明[2][4]。
- お宮の椎の木（市指定天然記念物[5]）

## 周辺
- 弘道寺 - 北隣りにある曹洞宗の寺院であり、1857年（安政4年）に米国総領事タウンゼント・ハリスが下田から江戸に向かう途中で一泊したことで有名[6]。

## アクセス
- 東海バス（修善寺駅〜河津駅路線） : バス停「弘道寺入口」から南東の坂上へ徒歩2分。